# Гомополімер
Гомополімер (рос. гомополимер, англ. homopolymer) — полімер, отриманий з молекулярних частинок одного мономера (реальних чи уявних). Його макромолекули складаються з хімічно однорідних складових, чим він відрізняється від кополімера.